# Vassenga Kunstis
Het Vassenga Kunstis is een kunstijsbaan in Mjøndalen in de gemeente Drammen in de provincie Akershus in het zuiden van Noorwegen. De ijsbaan wordt gebruikt als bandybaan. De kunstijsbaan is geopend in 1990.
Vassenga Kunstis is de thuisbaan van Mjøndalen Bandy (afdeling van Mjøndalen Idrettsforening), de 11-voudig Noors kampioen bandy.